# Ms.OOJA THE BEST「あなたの主題歌」
『Ms.OOJA THE BEST「あなたの主題歌」』（ミス・オオジャ・ザ・ベスト・あなたのしゅだいか）は、日本のシンガーソングライター、Ms.OOJAのベスト・アルバム。2016年3月9日にユニバーサルシグマより発売された。

## 概要
2016年2月にメジャーデビュー5周年を迎えたMs.OOJAが発売した初のベスト・アルバムである。メジャーデビュー後の5年間の楽曲16曲を収録しており、「LOVE」「COVERS」「LIFE」という3つのテーマを基に構成された。CDにDVDが付属した1万枚完全限定生産盤とCDのみの2形態で発売され、DVDには2015年7月の「SAPPORO CITY JAZZ」でのワンマンライブを完全収録している。
アルバムタイトルに"あなたの主題歌"というタイトルが付いてるが、これは恋愛（LOVE）や人生（LIFE）などのいろんな場面に当てはまる主題歌を、聴き手がこのアルバムの中から探してくれたらいいという本人の願いが込められている。カバー曲で自身を知ってくれた人もたくさんいる背景からカバー曲（COVERS）も収録された。
「Be...duet with 黒沢薫」は、ゴスペラーズの黒沢薫を客演に迎えたMs.OOJAの5thシングル「Be...」の新録。黒沢の2ndシングルC/W曲「愛とは・・・ duet with Ms.OOJA」で共演したMs.OOJAが、「愛とは・・・」とはまた違った世界が広がるんじゃないかと思い黒沢側に客演を依頼し、実現する形となった。リアレンジは武部聡志が担当。2015年放送の水曜歌謡祭でMs.OOJAと武部が共演したことで共同制作が実現した。オリジナルとかけ離れても同じでもつまらないという趣旨から、ピアノならではの色付けを意識したと武部は語っている。レコーディング時の光景がYouTube上で公開された。

## 収録曲

### CD(全形態共通)
| #         | タイトル                                                                   | 作詞          | 作曲                               | 時間  |
| --------- | -------------------------------------------------------------------------- | ------------- | ---------------------------------- | ----- |
| 1.        | 「Be...」(5thシングル)                                                     | Ms.OOJA       | Ms.OOJA/Alex Geringas/her0ism/TAZZ | 4:49  |
| 2.        | 「30」(8thシングル)                                                        | Ms.OOJA       | Soundbreakers                      | 5:20  |
| 3.        | 「Baby Don't Know Why」(1stアルバム「Voice」収録曲)                        | Ms.OOJA       | Ms.OOJA/TAZZ                       | 4:31  |
| 4.        | 「また恋をすることなど」(10thシングル)                                     | 古内東子      | JiN                                | 4:41  |
| 5.        | 「Answer」(9thシングル)                                                    | Ms.OOJA       | Jin Nakamura                       | 5:14  |
| 6.        | 「I Will」(3rdアルバム「Faith」収録曲)                                     | Ms.OOJA       | Ryosuke“Dr.R”Sakai                 | 6:16  |
| 7.        | 「Let Go」(「Woman -Love Song Covers-」収録曲)                             | M-flo/Yoshika | M-flo/Yoshika                      | 5:35  |
| 8.        | 「First Love」(「Woman -Love Song Covers-」収録曲)                         | 宇多田ヒカル  | 宇多田ヒカル                       | 4:27  |
| 9.        | 「最後の雨 (Album Version)」(「Man -Love Song Covers 2-」収録曲)           | 夏目純        | 都志見隆                           | 5:06  |
| 10.       | 「Hello, Again～昔からある場所～」(「Woman 2 〜Love Song Covers〜」収録曲) | 小林武史      | 藤井謙二/小林武史                  | 4:41  |
| 11.       | 「朝がまた来る」(「The Hits 〜No.1 Song Covers〜」収録曲)                  | 吉田美和      | 吉田美和/中村正人                  | 4:04  |
| 12.       | 「It's OK」(1stシングル)                                                   | LEN           | TAZZ/LENN                          | 4:22  |
| 13.       | 「Life（2016 Version）」(2ndシングル)                                      | LEN           | LEN/TAZZ                           | 4:57  |
| 14.       | 「My Way」(6thシングル)                                                    | Ms.OOJA       | Ms.OOJA/TAZZ                       | 3:59  |
| 15.       | 「翼」(ミニアルバム「翼」収録曲)                                           | Ms.OOJA       | Ms.OOJA/COZZi                      | 5:24  |
| 16.       | 「Be... duet with 黒沢 薫」(新録)                                          | Ms.OOJA       | Ms.OOJA/Alex Geringas/her0ism/TAZZ | 5:02  |
| 合計時間: | 合計時間:                                                                  | 合計時間:     | 合計時間:                          | 79:28 |

## ミュージックビデオ
| 曲名                    | ミュージックビデオ                         |
| ----------------------- | ------------------------------------------ |
| Be... duet with 黒沢 薫 | Ms.OOJA / Be...duet with 黒沢 薫 - YouTube |

## チャート
| チャート(2016)                           | 最高位 |
| ---------------------------------------- | ------ |
| Oricon 週間CDアルバムランキング          | 7      |
| Billboard Japan 週間CDアルバムランキング | 5      |